# Janików (Tłumaczów)
Janików (niem. Scheidewinkel) – przysiółek wsi Tłumaczów w Polsce, położony w województwie dolnośląskim, w powiecie kłodzkim, w gminie Radków.
W latach 1975–1998 przysiółek administracyjnie należał do województwa wałbrzyskiego.

## Położenie
Janików to niewielki przysiółek Tłumaczowa leżący przy granicy państwowej, na północno-zachodnim krańcu Wzgórz Ścinawskich, na wysokości około 370–380 m n.p.m.

## Historia
Janików powstał w XIV wieku jako wolne sędziostwo, jedno z pierwszych w Hrabstwie Kłodzkim, związane z Tłumaczowem. W późniejszym okresie stał się samodzielną wsią. Pomimo rozwoju, w XVIII wieku miejscowość ponownie włączono do Tłumaczowa. W 1840 roku było tu 19 budynków, w tym gorzelnia, poza tym istniał tu kamieniołom. W 1847 roku obchodzono 500. rocznicę powstania rodowej siedziby Stillfriedów w Janikowie. Hermann von Rednitz w 1347 roku otrzymał tu lenno rycerskie. Z tej okazji powstała srebrna misa, upamiętniająca ówczesną kolonię Tłumaczowa, której dno ozdobione zostało grawerowanymi herbami dziewięciu rodów magnackich z Hrabstwa Kłodzkiego. Od połowy XIX wieku rozpoczął się powolny, lecz stały proces wyludniania się miejscowości. Stan ten utrzymał się po 1945 roku i obecnie Janików jest osadą zanikającą.